# Egernia pilbarensis
Egernia pilbarensis är en ödleart som beskrevs av  Storr 1978. Egernia pilbarensis ingår i släktet Egernia och familjen skinkar. Inga underarter finns listade i Catalogue of Life.